# تپه پاکوره کهریز
تپه پاکوره کهریز در شهرستان هرسین، بخش بیستون، روستای کهریز واقع شده و این اثر در تاریخ ۳۰ تیر ۱۳۸۴ با شمارهٔ ثبت ۱۲۱۸۰ به‌عنوان یکی از آثار ملی ایران به ثبت رسیده است.